# Cojoba (planta)
Cojoba es un género de  árboles perteneciente a la familia de las fabáceas. Comprende 37 especies descritas y de estas, solo 20 aceptadas. Se encuentra en Sudamérica

## Taxonomía
El género fue descrito por Britton & Rose y publicado en North American Flora 23(1): 29. 1928. La especie tipo es: Cojoba arborea (L.) Britton & Rose	

## Especies aceptadas
A continuación se brinda un listado de las especies del género Cojoba aceptadas hasta agosto de 2012, ordenadas alfabéticamente. Para cada una se indica el nombre binomial seguido del autor, abreviado según las convenciones y usos.
- Cojoba arborea (L.) Britton & Rose
- Cojoba bahorucensis R.G.Garcia
- Cojoba beckii Barneby & J.W.Grimes
- Cojoba catenata (Donn.Sm.) Britton & Rose
- Cojoba chazutensis (Standl.) L.Rico
- Cojoba costaricensis Britton & Rose
- Cojoba escuintlensis (Lundell) L.Rico
- Cojoba filipes (Vent.) Barneby & J.W.Grimes
- Cojoba graciliflora (S.F.Blake) Britton & Rose
- Cojoba haematoloba L.Rico
- Cojoba longipendula (Forero & A.H. Gentry) Forero & C. Romero
- Cojoba mariaelenae L.Rico
- Cojoba matudae (Lundell) L. Rico
- Cojoba recordii Britton & Rose
- Cojoba rufescens (Benth.) Britton & Rose
- Cojoba sophorocarpa (Benth. & Hook.f.) Britton & Ro
- Cojoba tenella Britton & Rose
- Cojoba urbanii (Alain) R.G. García & Peguero
- Cojoba valerioi Britton & Rose
- Cojoba zanonii (Barneby) Barneby & J.W.Grimes